# Mi última carta
«Mi última carta» es una canción del artista estadounidense Prince Royce. Se estrenó como el cuarto y último sencillo de su álbum homónimo debut  el 2 de mayo de 2011. El video musical se estrenó el 2 de mayo de 2011. 

## Antecedentes y composición
Se estrenó como sencillo el 2 de mayo de 2011, para la promoción de su álbum de estudio debut Prince Royce (2010). La canción fue escrita por el propio cantante mientras que la producción fue llevada a cabo por Andrés Hidalgo. La letra aborda una carta enviada a una esposa, que no pudo perdonarlo por un error cometido durante el matrimonio.

## Rendimiento comercial
En la lista de éxito de Estados Unidos «Mi última carta», alcanzó la posición número diecinueve en la lista Hot Latin Songs, y la ubicación dos en Tropical Airplay, ambas de Billboard.

## Posicionamiento en listas
| Listas (2011)                     | Mejor posición |
| --------------------------------- | -------------- |
| Estados Unidos (Hot Latin Songs)  | 19             |
| Estados Unidos (Tropical Airplay) | 2              |

## Historial de lanzamiento
| País   | Fecha             | Formato          | Discográfica   | Ref   |
| ------ | ----------------- | ---------------- | -------------- | ----- |
| Varios | 2 de mayo de 2011 | Descarga digital | Top Stop Music | [ 3 ] |